# Nihoa annulata
Nihoa annulata là một loài nhện trong họ Barychelidae. Loài này phân bố ờ New Guinea.